# US Marocaine Casablanca
Die Union Sportive Marocaine de Casablanca, kurz US Marocaine oder USM, war ein Fußballverein in Casablanca (Marokko). 1916 gegründet, gehört er zu den ältesten und erfolgreichsten Klubs des Landes, das während der Kolonialzeit ein französisches Protektorat war (Französisch-Marokko). Bald nach der Unabhängigkeit Marokkos (1956) löste der Verein sich – wie auch einige andere, die im Verdacht einer zu großen Nähe zur ehemaligen Kolonialmacht standen – auf.

## Erfolge

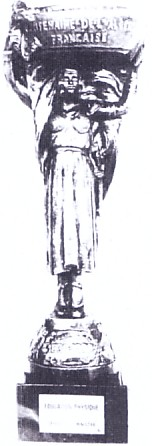
Trophäe des Nordafrikapokals

Einen Titel im ab 1956/57 ausgespielten, heutzutage allein als offizieller Landesmeisterschaft anerkannten Groupement National de Football konnte die USM nicht gewinnen. Aber bereits 1917, kurz nach ihrer Gründung und noch während des Ersten Weltkriegs, gewann sie den Titel der Ligue du Maroc de football, die ab 1919 den Landeswettbewerb der regionalen Untergliederung der Fédération Française de Football als Division d’Honneur organisierte. Diese Meisterschaft gewannen Mannschaften des Vereins insgesamt 16 Mal, und zwar die ersten drei Austragungen bis 1919, dann erneut in Serie von 1932 bis 1935, 1938 bis 1943, 1946, 1947 und letztmals 1952.
Auch bei den von 1921 bis 1955 ausgetragenen, aufgrund des Zweiten Weltkriegs mit Ausnahme des Jahres 1942 länger unterbrochenen Nordafrikameisterschaften (Championnat d’Afrique du Nord bzw. Challenge Louis-Rivet), an der außer marokkanischen auch Mannschaften aus den algerischen und tunesischen Kolonialgebieten teilnahmen, war die US Marocaine mehrfach erfolgreich. 1932 gewann sie den Wettbewerb als erstes nicht-algerisches Team, verteidigte den Titel anschließend zweimal und konnte ihn auch 1942 und 1952 nochmals nach Casablanca holen. 1938 und 1939 stand sie zudem in zwei weiteren Endspielen.
Dazu kamen 1947 und 1953 zwei Siege und in der ersten Hälfte der 1930er Jahre vier weitere Finalteilnahmen im nordafrikanischen Pokalwettbewerb (Coupe d’Afrique du Nord), an dem ebenfalls Mannschaften aus dem gesamten Maghreb – hierbei auch unterklassige – teilnahmen. Im französischen Landespokal, bei dem in den 1950er Jahren auch die Vereine aus Französisch-Nordafrika startberechtigt waren, schaffte es die USM allerdings – anders als ihr großer Lokalrivale Wydad AC (1955/56) sowie mehrere Teams aus Algerien – nie bis in die Hauptrunde. Die Konkurrenz zwischen der USM und dem erst 1937 gegründeten, mehrheitlich aus Muslimen bestehenden WAC war zugleich auch Ausdruck der Widersprüche in einer kolonialen Gesellschaft: Ersterer galt als „Speerspitze der Franzosen in Marokko“, während die Erfolge von Letzterem in den direkten Duellen als „Sieg über die französische Dominanz“ verstanden wurden.
Mitte der 1930er Jahre beschäftigte der Verein mit dem Ungarn Vilmos Zsigmond einen Trainer, der die Mannschaft mit den Spezifika des mitteleuropäischen Fußballs vertraut machte.

## Endspielergebnisse der USM
Die USM stand in insgesamt 13 Finals Französisch-Nordafrikas und gewann sieben davon. Die Jahre, in denen der Verein sich darin durchsetzte, sind fett dargestellt. An der Meisterschaft nahmen marokkanische Vereine erst ab 1926 teil.
| Nordafrika-Meisterschaft |                              |                          |           |
| Jahr                     | Sieger                       | Verlierer                | Ergebnis  |
| 1932                     | USM Casablanca               | Gallia Club Oran         | 4:1       |
| 1933                     | USM Casablanca               | US Musulmane Oranaise    | 3:0       |
| 1934                     | USM Casablanca               | US Tunis                 | 2:0       |
| 1938                     | Jeunesse Bônoise AC          | USM Casablanca           | 3:1 n. V. |
| 1939                     | Racing Universitaire d’Alger | USM Casablanca           | 2:1       |
| 1942                     | USM Casablanca               | Club des Joyeusetés Oran | 4:1       |
| 1952                     | USM Casablanca               | AS Saint-Eugène          | 2:0       |

| Nordafrika-Pokal |                              |                       |          |
| Jahr             | Sieger                       | Verlierer             | Ergebnis |
| 1932             | Racing Universitaire d’Alger | USM Casablanca        | 2:1      |
| 1933             | Club des Joyeusetés Oran     | USM Casablanca        | 2:1      |
| 1934             | Club des Joyeusetés Oran     | USM Casablanca        | 2:0      |
| 1935             | Club des Joyeusetés Oran     | USM Casablanca        | 4:2      |
| 1947             | USM Casablanca               | Olympique Hussein-Dey | 2:1      |
| 1953             | USM Casablanca               | Wydad AC Casablanca   | 2:0      |

## Bekannte Spieler
Vier Fußballspieler trugen zeitweise den rot-weißen Dress der US Marocaine, die später während eines Großteils ihrer Karriere in Frankreich tätig waren und dort zu französischen Nationalspielern wurden: Mario Zatelli (von 1929 bis 1935 bei USM), Larbi Ben Barek (1936–1938 sowie erneut 1939–1945), Abderrahman Mahjoub (bis 1951) und Just Fontaine (1950–1953).
Den umgekehrten Weg ging der im damals zu Frankreich gehörenden Algerien aufgewachsene Jean Bastien: nach seiner Spielerkarriere, die ihn ebenfalls in die französische Nationalelf geführt hatte, arbeitete er in den 1950er Jahren bei der US Marocaine als Fußballtrainer.